# Mademoiselle Saint-Val aînée
Pauline Alziari de Roquefort, bekannt als Mademoiselle Saint-Val aînée (* 15. Dezember 1743 in Coursegoules; † 13. Juni 1830), war eine französische Schauspielerin.
Aus gutem, aber armem Hause stammend, erhielt Saint-Val eine Schulausbildung in einem Konvent in Antibes. Als Schauspielerin trat sie erstmals in Dänemark und dann wieder, zurück in Frankreich, in Lyon in Erscheinung. Im Jahr 1766 debütierte sie an der Comédie-Française, nahm aber, begleitend zu ihrer Tätigkeit, Schauspielunterricht bei Claire Clairon. Ihr wurde großes Talent bescheinigt, aber auch bemerkt, dass sie sehr hässlich war. Das beschäftigte sogar Friedrich Melchior Grimm in der Correspondance littéraire. Saint-Val bediente vor allem die Tragödie, in der sie große Erfolge feierte. Voltaire schätzte dabei sehr ihre Feinsinnigkeit. Da ihr Gesundheitszustand nicht der beste war, fiel sie häufig aus, was ihre Kollegin und Rivalin Madame Vestris ausnutzte, um die besseren Rollen zu ergattern. Dabei wurde diese vom Duc de Duras protegiert. Empört, verstieg sich Saint-Val, ihre Rivalin zu verleumden, was im Ensemble der Comédie zu Kontroversen führte, wobei François-René Molé auf ihrer Seite stand, jedoch Préville die Folgen des Streits für die Comédie fürchtete. Es wurde 1779 also beschlossen, Saint-Val aus dem Ensemble auszuschließen und sie für 10 Jahre aus Paris zu verbannen. Der Unmut im Publikum über diesen Vorgang führte dazu, dass Madame Vestris ausgebuht und -gepfiffen wurde und bei Tragödie sogar Saalwachen aufgestellt werden mussten, um die Sicherheit zu gewährleisten.
Währenddessen absolvierte Saint-Val in der Provinz eine sehr erfolgreiche Tournee, die sie auch in die Schweiz und nach Belgien führte. Die Französische Revolution brachte eine Wende. Die alten Machtstrukturen änderten sich und Saint-Val kehrte nach Paris zurück. Sie bekam 1791 ein Engagement am Théâtre Montansier, an dem sie, mit ihrer Schwester, Mademoiselle Saint-Val cadette, bis 1794 spielte. Die Geschwister hatten sich, durch ihre lange Abwesenheit, stark entfremdet und beim ersten gemeinsamen Auftritt fielen sich die beiden, publikumswirksam, in die Arme, was von den Zuschauern sehr gut aufgenommen wurde. Bei der Neugründung der Comédie nahm sie das ihr angebotene Engagement nicht an, sondern zog sich in ihren Ruhestand zurück.
Saint-Val hatte es zu einem großen Immobilienvermögen gebracht und konnte es sich leisten, ein offenes Haus zu führen. Sie gründete den Salon de la Cour des Fontaines und gab entsprechende Abendgesellschaften. Außerdem widmete sie sich der Ausbildung junger Schauspieler, deren berühmtester Vertreter Jean-Bernard Brisebarre war.